# 北大武山傳說
北大武山傳說，是台灣排灣族中流傳的傳說，主要描述北大武山（Tjagaraus）如何欺騙附近其他山、成為當地最高峰的經過。

## 傳說
據說原本周圍其他山和北大武山是一樣高的，而北大武山對此有點不開心，因此在某天祂假裝向那些跟自己一樣高的山說他們這樣不好看、提議一起變矮，其他山相信祂的話變矮，但北大武山故意不照做，因此當其他座山變矮之後，北大武山就成了附近最高的山，其他山想變回來都來不及。
而那些被他欺騙的山，根據版本不同有特馬巴拉巴萊山（tamapalapalai，下排灣社附近的高山）、霧頭山、甚至整個大武山群的高山（南大武山、衣丁山、朱仁山、霧頭山等），其中霧頭山的版本中，他和北大武山原本是一對兄弟：克利里和布拉爾陽，後來克利里因為因為母親偏愛弟弟的憤而離家變成霧頭山、布拉爾陽追著哥哥出去變成北大武山，因此原本霧頭山是比北大武山還要高的。

## 文化
北大武山因為在中央山脈南臺灣一帶為最高的山峰、且過去物產豐饒、是重要的獵場，在排灣族、魯凱族和卑南族的傳統信仰中被視為是祖先起源的聖山，也有學者的研究認為，排灣族祖先很有可能是在原始初期聚集在北大武山四周、逐漸發展出自己的社會文化後才分散至各處的。